# نهر مولونغلو
نهر مولونغلو أحد أنهار قارة أستراليا دائمة الجريان، وهو جزء من مستجمعات مياه مورومبيدجي "Murrumbidgee" بداخل حوض موراي دارلينج، ويفع في منطقة مونارو وعاصمة أستراليا.
ويرتفع النهر على الجانب الغربي من الشق العظيم في تالاجاندا كثيرة الغابات، ويتدفق النهر من الجنوب إلى الشمال قبل أن يتحول إلى الشمال الغربي مروراً بضواحي كاروولا وضواحي كوينبيان. وقد تم بناء سد له في بحيرة بيرلي جريفين.